# Decius (exarch)
Decius was de eerste exarch van Ravenna in 584, maar na enkele maanden werd hij reeds vervangen door Smaragdus.

## Context
In 568 vielen de Longobarden onder leiding van hun koning Alboin, samen met andere Germaanse bondgenoten, Noord-Italië binnen. De plaatselijke Romeinse troepen verzwakt door een lange Gotische Oorlog (535-554) konden geen weerwerk bieden. Op korte termijn werd een groot deel van Italië veroverd.
Na de moord op Alboin in 572 brak er een burgeroorlog uit tussen de verschillende autonome Longobardische hertogdommen. Keizer Justinus II probeerde hiervan te profiteren en stuurde in 576 zijn schoonzoon, Baduarius, (volgens sommigen de eerste exarch ) naar Italië. Deze werd echter in de strijd verslagen en gedood.
Keizer Mauricius (582-602), geconfronteerd met oorlogen in het westen en in het oosten, herschikte het Byzantijnse Rijk in twee exarchaten, nl. het exarchaat Ravenna en het exarchaat Afrika. Decius werd aangesteld als eerste exarch van Ravenna.